# Jan Rose Skaksen
Jan Rose Skaksen (født 1. marts 1962) er en dansk økonom og professor ved Copenhagen Business School.
Han har været økonomisk vismand, dvs. medlem af formandskabet i Det Økonomiske Råd, men blev erstattet den 1. januar 2009 af professor Hans Jørgen Whitta-Jacobsen.
Han modtog Grundfosprisen i 2003 sammen med Anders Sørensen, Nikolaj Malchow-Møller og Ulrich Kaiser fra CBS samt Svend Erik Hougaard Jensen fra Syddansk Universitet.